# だて歴史文化ミュージアム
だて歴史文化ミュージアム（だてれきしぶんかミュージアム、英語: Date City Museum of History and Culture）は、北海道伊達市にある博物館。

## 概要
1958年（昭和33年）に開館して老朽化が進んでいた「伊達市開拓記念館」に替わる新たな施設として伊達市の歴史・文化や自然、文化財、武具や甲冑、美術工芸品などを展示しているほか、併設する旧黎明観を藍染や刀鍛冶の工房「体験学習館」としてリニューアルし、体験学習や芸術・文化に触れる場を提供している。

## 利用案内
専用のアプリ（無料）をインストールすれば展示資料の説明をスマートフォンで見ることができる（ポケット学芸員）ほか、有料（15名まで500円、45名まで1,000円）でガイド説明を受けることができる。
- 開館時間：9:00 - 17:00
- 休館日：毎週月曜日（月曜休日の場合はその翌日、連休の場合は連休終了後翌日が休館日）、年末年始
- 入館料：一般300円、小中学生200円

## 施設
本館
- ラーニングスタジオ
- ライブラリー・コモンズ
- 常設展示
- 特別展示

体験学習館（旧黎明観）
- 藍染工房
- 刀鍛冶工房

旧宮尾登美子文学記念館（平成30年度廃止）「宮尾登美子記念アートホール」（令和2年度廃止）